# Lajos Fehér
Lajos Fehér (* 15. Dezember 1917 in Szeghalom, Komitat Békés; † 1. November 1981 in Budapest) war ein ungarischer Journalist und Politiker der Ungarischen Kommunistischen Partei MKP (Magyar Kommunista Párt), der Partei der Ungarischen Werktätigen MDP (Magyar Dolgozók Pártja) sowie später der Ungarischen Sozialistischen Arbeiterpartei MSZMP (Magyar Szocialista Munkáspárt), der als Journalist zeitweise den Reformkurs von Imre Nagy vor dem Ungarischen Volksaufstand 1956 unterstützte und später unter anderem Sekretär des ZK der MSZMP und Vize-Ministerpräsident war. Bis zu seiner Entmachtung 1974 hatte er maßgeblichen Einfluss auf den wirtschaftlichen Reformkurs während der Ära Kádár.

## Leben

### Studium, MKP-Mitglied und Zweiter Weltkrieg
Fehér, der aus einer Bauernfamilie stammte, schloss 1936 seine Schulausbildung am András Péter-Gymnasium seiner Heimatstadt Szeghalom ab und begann im Anschluss ein Lehramtsstudium der Fächer Geschichtswissenschaften und Latein an der István Tisza-Universität Debrecen, das er 1941 mit einem Lehramtszertifikat abschloss. 1937 trat er als Mitglied der März-Front (Márciusi Front) bei und engagierte sich als Journalist in Budapest in der Unabhängigkeitsbewegung. In den folgenden Jahren arbeitete er als Redakteur bei Tageszeitungen wie Szabad Szó (Freies Wort), Kis Újság (Kleine Zeitung) und Népszava (Volksstimme) und trat 1942 als Mitglied der illegalen Ungarischen Kommunistischen Partei MKP (Magyar Kommunista Párt) bei.
Nachdem er nach einer kurzzeitigen Inhaftierung wegen seiner politischen Aktivitäten wieder freigelassen wurde, war er Mitarbeiter beim Ungarischen Bauernverband (Magyar Parasztszövetség), um deren für 1944 in Vésztő vorgesehene Konferenz vorzubereiten. Daneben wurde er im Herbst 1943 Mitarbeiter der Landesorganisation der MKP sowie im September 1944 Mitglied des Militärausschusses der Partei. Dort half er bei der Organisation und Verwaltung des bewaffneten Widerstands gegen Besetzung Ungarns durch Deutschland im Rahmen des Unternehmens Margarethe im Zweiten Weltkrieg.

### Nachkriegszeit und vorübergehende Unterstützung von Imre Nagy
Nach Kriegsende wurde Fehér im September 1945 zum Oberstleutnant und 1946 stellvertretender Leiter der Politischen Polizei (Politikai Rendészeti Osztály), aus der 1946 zunächst die Staatsschutzabteilung der Ungarischen Staatspolizei (Magyar Államrendőrség Államvédelmi Osztálya) sowie 1948 die Staatsschutzbehörde des Innenministeriums ÁVH (Államvédelmi Hatóság) wurde. Er selbst wurde jedoch bereits im Mai 1947 aus dem Polizeidienst entlassen und nahm stattdessen eine Stelle als Redakteur bei der 1944 gegründeten Wochenzeitung Szabad Föld (Freies Land).
Fehér wurde bei den Wahlen vom 15. Mai 1950 erstmals als Kandidat auf der gemeinsamen Liste der Ungarischen Unabhängigen Volksfront MFN (Magyar Függetlenségi Népfront) als Abgeordneter in das Ungarische Parlament (Országgyűlés) gewählt und vertrat in diesem zunächst bis zum 8. Mai 1950 das Komitat Békés.
Nach dem Beginn des Reformkurses durch Ministerpräsident Imre Nagy wurde er am 20. Mai 1954 Kandidat des Zentralkomitees (ZK) der MDP und im Juli 1954 Redaktionsmitglied sowie kurz darauf stellvertretender Chefredakteur der Zeitung Szabad Néphez (Freies Volk). Im März 1955 wurde er jedoch von diesen Funktionen entbunden und im Mai 1955 Direktor einer Staatlichen Landwirtschaftsgenossenschaft am Balaton.

### Politische Laufbahn während der Ära Kádár

#### ZK-Sekretär und Vize-Ministerpräsident
Während des Ungarischen Volksaufstandes schloss sich Fehér dem Parteiflügel um János Kádár an und wurde am 24. Oktober 1956 Mitglied der Zentralen Militärkommission der MDP. Im November 1956 wurde er zunächst zweiter stellvertretender Chefredakteur von Népszabadság (Volksfreiheit), der auflagenstärksten ungarischen Tageszeitung, sowie am 8. Dezember 1956 nach der Entlassung seines Vorgängers selbst Chefredakteur.
Bereits kurz zuvor wurde Fehér am 7. November 1956 Mitglied des Politbüros der aus der MDP hervorgegangenen Ungarischen Sozialistischen Arbeiterpartei MSZMP (Magyar Szocialista Munkáspárt) und gehörte diesem obersten Führungsgremium der Partei während der Ära Kádár bis zum 22. März 1975 an. Gleichzeitig war er vom 7. November 1956 bis zu seinem Tod Mitglied des ZK der MSZMP. Daneben fungierte er im Dezember 1956 als Regierungsbeauftragter für Kohlelieferungen.
Im Februar 1957 wurde er zunächst Leiter der ZK-Abteilung für Landwirtschaft und war danach vom 5. Dezember 1959 bis zum 24. November 1962 ZK-Sekretär für Landwirtschaft. Zugleich war er zwischen 1959 und 1966 Mitglied der Staatlichen Wirtschaftskommission des ZK der MSZMP. Am 27. November 1962 wurde er Vize-Vorsitzender des Ministerrates und spielte als solcher bereits 1966 eine führende Rolle bei der Reform der landwirtschaftlichen Produktion.
Bei den Wahlen vom 16. November 1958 wurde er abermals als Kandidat auf der gemeinsamen Liste der Ungarischen Unabhängigen Volksfront MFN und der Patriotischen Volksfront HNF (Hazafias Népfront) als Abgeordneter in das Ungarische Parlament gewählt und vertrat dort nunmehr bis zum 28. Januar 1967 erneut das Komitat Békés.

#### Wirtschaftlicher Reformkurs und Entmachtung
In diesen Funktionen hatte Fehér maßgeblichen Einfluss auf den wirtschaftlichen Reformkurs Ungarns während der Ära Kadar und gehörte von März 1966 bis 1974 auch dem Ausschuss für Wirtschaftspolitik der Partei an. 1970 übernahm er die Funktion als Vorsitzender einer ZK-Arbeitsgruppe, die die Überwachung und Steuerung von 18 staatlichen Organisationen zur Förderung der wirtschaftlichen Produktion übernahm.
Vor dem Hintergrund der Restalinisierungspolitik von Leonid Breschnew wurden jedoch der Einfluss der ungarischen Reformsozialisten Rezső Nyers, Lajos Fehér, Jenő Fock und György Aczél ab 1972 eingeschränkt und der Reformeifer von Kádár stark relativiert. 1974 verlor Fehér daraufhin seine Funktion als Vorsitzender der Zentralen Arbeitsgruppe des ZK und auf dem XI. Parteikongress am 22. März 1975 zusammen mit Nyers auch seinen Sitz im Politbüro des ZK.